# Theo Meyer (Germanist)
Theo Meyer (* 8. November 1932 in Solingen; † 18. November 2007 in Würzburg) war ein deutscher Germanist und Schriftsteller.

## Leben
Meyer studierte in Köln, Freiburg und Mainz Literatur, Philosophie und Geschichte. Er promovierte 1967 in Köln über Gottfried Benn und wurde 1975 in Mainz über die Theorie des Expressionismus habilitiert. Seit 1978 war er Inhaber des Lehrstuhls für neuere deutsche Literatur- und Ideengeschichte an der Julius-Maximilians-Universität Würzburg. Seine Spezialgebiete waren der deutsche Expressionismus in der Literatur, Gottfried Benn, Friedrich Nietzsche. Als Experte für Thomas Mann war er in der Fernsehsendung Der große Preis im ZDF.
Meyer war ein Streiter für die Demokratie.

## Schriften
- Theorie des Naturalismus. Reclam, Ditzingen 1973, ISBN 3-15-009475-5.
- Der Gelähmte: Ein romantischer Roman. Lehmann, Gerbrunn bei Würzburg 1980, ISBN 3-88162-109-1.
- Nietzsche und die Kunst. UTB. Stuttgart 1993, ISBN 3-8252-1414-1.
- Nietzsche. Kunstauffassung und Lebensbegriff. Francke, Tübingen 2000, ISBN 3-7720-1738-X.